# Cetatea Verrucole
Cetatea Verrucolelor este o cetate care se află în localitatea San Romano in Garfagnana în provincia Lucca, în Garfagnana, dintre care primele înregistrări datează din Evul mediu.
Un prim nucleu locuit-defensiv în acest domeniu, care acum nu mai există, a fost construit de conții Gherardinghi, care au locuit acolo până în 1285, anul în care a fost vândut Republicii Lucca. Actuala cetate renascentistă, timp de 400 de ani, a fost o garnizoană militară, cetate de necucerit ai ducilor de Este din Ferrara-Modena, și acum, după o restaurare importantă dorită de către Municipalitatea din San Romano in Garfagnana, este deschisă pentru public datorită unui proiect de reînnoire istorică.

## Istoria

### Etimologia și originea
Termenul de Verrucole, care, cu siguranță, derivă din neg, dă de înțeles cu ușurință locația, cocoțată și stâncoasă, pe care să se construiască o fortificație. 
Potrivit lui Cato și lui Aulus Gellius "veruca" înseamnă un mare și robust vârf al muntelui.
Pe muntele de bazalt pe care se află cetatea au fost găsite rămășițe din Epoca bronzului, precum și un sat medieval.

### Perioada gherardingo
Familia Gherardinghi au posedat primitiva Roccha din 991 atunci când este citată în unele documente, uneori cu numele de "Verucola Gherardenga". În 1170, 4 familii din Garfagnana au decis să devină independente de Lucca și să nu mai plătească "taxa sării", astfel că au format o alianță cu pisani și au luat în stăpânire cetatea de Verrucole.
În 1185, site-ul numit "Curia de Verrucole", după cum a mărturisit o diploma imperială a lui Federico Barbarossa, este atestat documentar ca posesia dinastiei gherardinga, domnii locului. După pierderea treptată a puterii de către Gherardinghi, din 1296 controlul cetății a revenit în mâinile Republicii din Lucca, care a încredințat-o fracțiunii familiei Guidiccioni. Din cetatea medievală nu a mai rămas nimic, bunurile datând din perioada nobililor de Este.

### Perioada malaspiniană
În 1328 a devenit proprietatea marchizului Spinetta Malaspina.

### Perioada Este

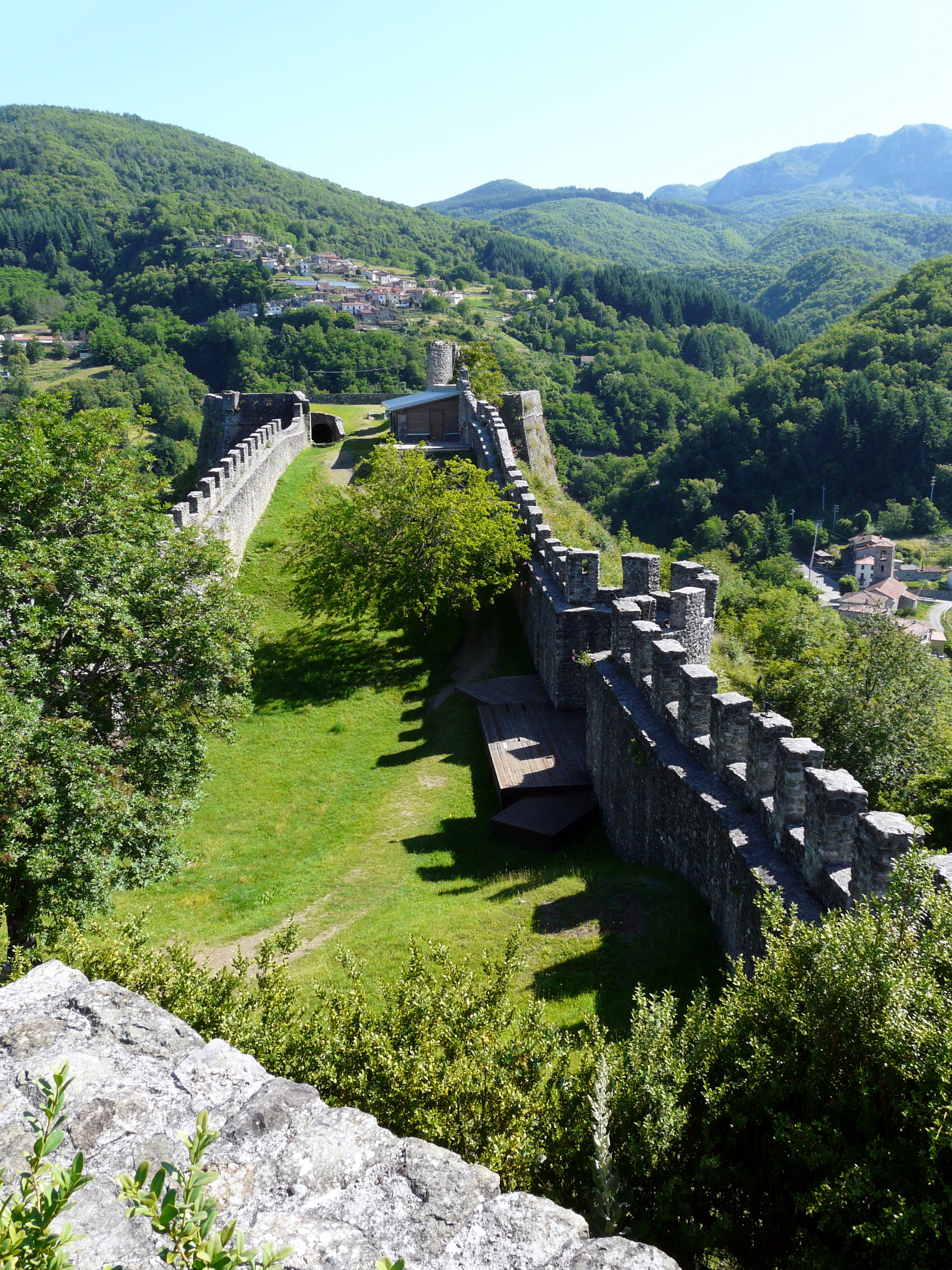
Vedere din interiorul cetatii.

După o scurtă perioadă (intre 1328 și 1345) de control al cetății din partea lui Spinetta Malaspina, din 1429 cetatea a trecut la familia Este din Ferrara, care între timp s-a extins foarte mult în Garfagnana. Cetatea prin caracteristicile sale, inclusiv din confirmările arheologice, datează din două perioade alle  familiei Este: epoca marchizului Leonello (aproximativ 1450), care a restaurat fortăreață pătrată și a construit fortăreață rotundă, și Alfonso al II-lea (circa 1564), care a reconstruit-o și a fortificat-o cu două bastioane, în 1564. Din clădirile medievale, adică cetatea, nu mai rămâne nimic vizibil și întregul complex este, prin urmare, considerat a fi cel renascentist. Pentru mai mult de patru sute de ani această fortăreață, strategică pentru întreaga vale, a devenit parte din ducatul de Modena și din provincia antică a Garfagnanei.
Între 1522 și 1525, a fost sub guvernul lui Ludovico Ariosto , care a deținut funcția de comisar al Garfagnanei, și a avut grijă de organizarea de garnizoanele militare, inclusiv cetatea.
Reorganizarea complexului, determinată de arhitectul militar Marco Antonio Pasi , în 1564, a fost ultima pentru că în secolele următoare și-a pierdut importanța militară.
Se spune că, inițial, complexul a avut două turnuri, cu doi castelan, fiecare care comanda un corp de pază, pentru apărarea celor două cetăți, cea Rotunda și cea Pătrată, plasate la cele două extremități ale dealului. Cetatea Rotunda, este actualul turn poligonal care, în antichitate, dotat de creneluri încă vizibile, conținea un turn cilindric, acum vizibile după excavare. Cetatea Pătrată, de care se pot incă vedea urmele în apropiere de bastionul din nord-est, avea ca apărare un semi-turn circular și o mică clădire cu fațada spre nord.

### Oaspeți iluștri și personaje
Pe 1 august 1524, Cetatea a ospătat poetul Ludovico Ariosto, comisar în Garfagnana, care a stat aici înainte de a pleca spre Camporgiano, sediul de Vicar.
Rămâne și în cronicile secolului al xvii-lea, căpitanul Francis Accorsini, comandantul cetății, condamnat de Inchiziția din Modena pentru că în timpul imperiului său obișnuia să recurgă la evenimente criminale, practici de magie și vrăjitorie așa fel încât în 1688 a fost închis și condamnat de Inchiziția din Modena. Au fost documentate și anumite frecventări ale marchizei de Fosdinovo, Cristina Pallavicini, o altă figură ambiguă a Evului Mediu.

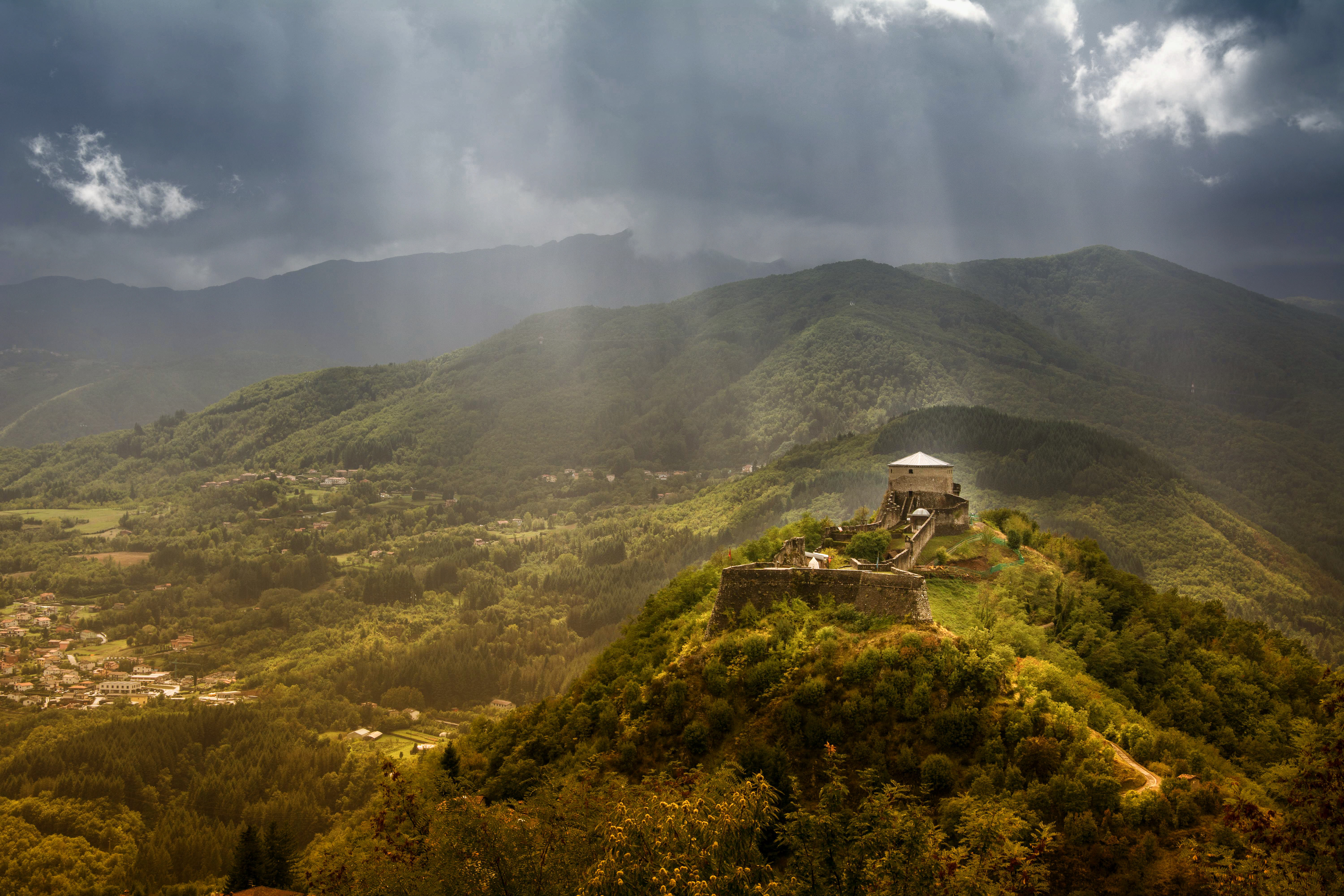
Cetatea și la valea din jur.

„Francesco Accorsini, în 1688, va fi închis în penitenciarul din Modena pentru câteva luni, în timp ce administrarea justiției a făcut cursul său, dezgropând dovezi și găsind fapte atribuite armatei în timpul anilor când este comandat Verrucole și Mont'Alfonso. Căpitanul se va apăra viguros, aducând justificări și contraatacând, pentru a discredita acuzatorii lui. Ultima scrisoare a lui Accorsini datează din 18 mai 1681, scrisă din Puglianella, localitatea sa natală. Nu mai știm nimic altceva despre acest personaj, cu excepția faptului că după un timp, încă tânăr, a murit. In acest moment că fidelul Rector de la Orzaglia, Don Alessandro, care niciodată nu îl abandonase nici când era în viață, s-a strecurat în cetate noaptea și, cu complicitatea armatei care nu a văzut sau auzit nimic, a intrat în posesia proprietății sale, și, probabil, a documentelor compromițătoare. În Cetate Rotunda, nu au rămas decât mobilier al camerelor cu încuietori defecte, lăzi sparte, lucruri rupte și altele asemenea, atâta timp cât preotul nu a fost forțat, sub comanda ducelui, să restituie totul. Termina așa, in mod definitiv, puterea Accorsinilor asupra  Verrucolelor și a spațiului rural și, timp de multe secole, s-a pierdut, de asemenea, și memoria despre el”—Manuele Bellonzi, Il Castellano delle Verrucole

### De la sfârșitul funcției militare până azi
Din a doua jumătate a secolului al XVIII-lea, cetatea are mai mult rol de apărare militară și după perioada scurtă sub Principatul de Lucca și Piombino a Elisei Bonaparte Baciocchi , în 1866 a fost înstrăinată din domeniul public și trecută prin mâinile a diverse persoane fizice, până în 1986, când a fost achiziționată de către municipalitatea din San Romano in Garfagnana, care a restaurat-o și a deschis-o publicului pe 28 iulie 2012.

## Arhitectura

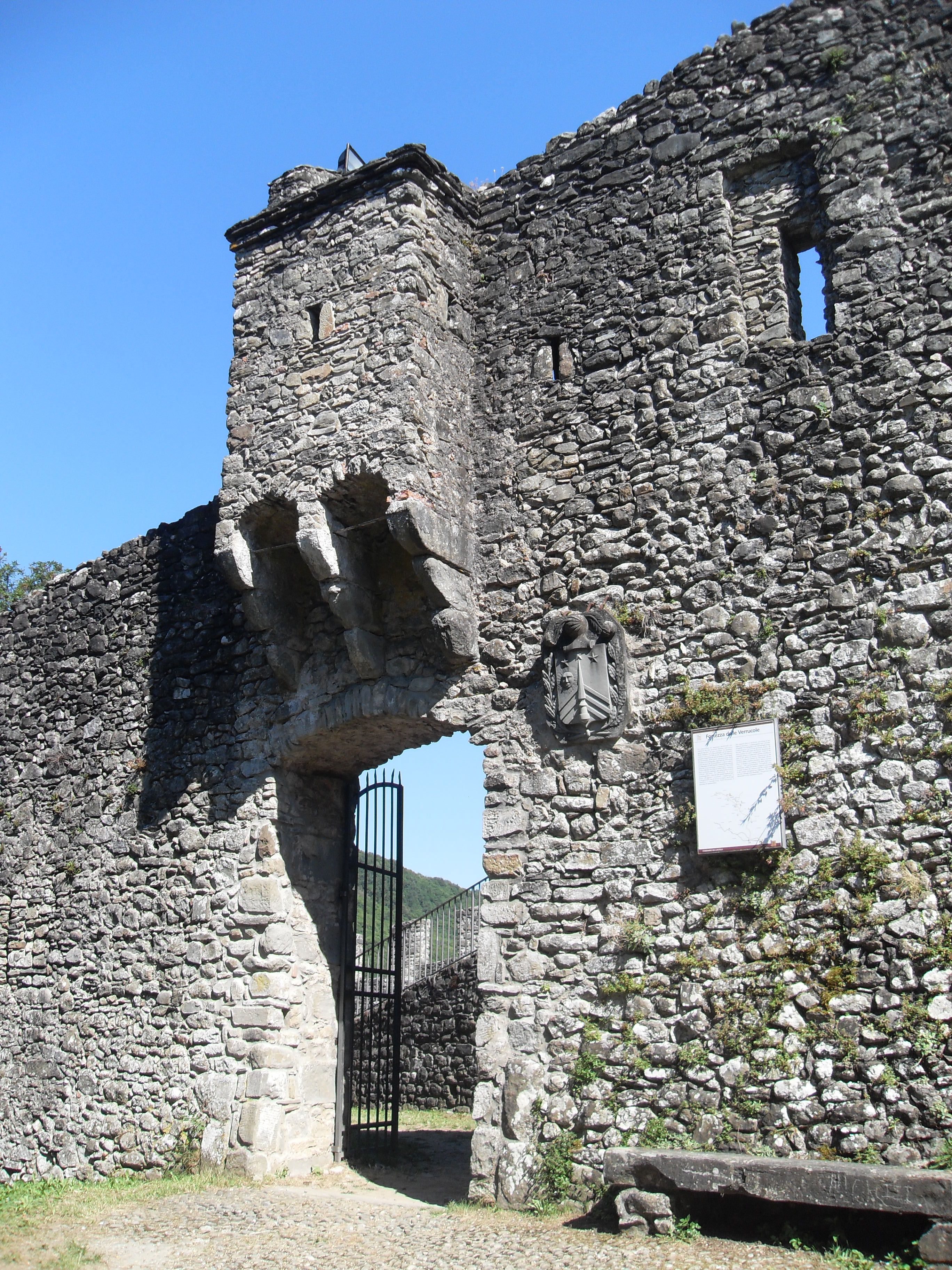
Intrarea în cetate.

Astăzi, intrând pe vechia "Ușă Plată" care are chiar si acum guardiola și canal, virând la stânga, se poate face o vizită la cortina cu creneluri, la cazemată si la canonieră precum și la meterezele secolului al xvi-lea, cu vedere spre puternicul masiv al rizervei Pania de Corfino. În apropiere de partea de vizavi de la intrarea de la cazemată, există rămășițele depozitului și al locuințelor corpului da pază (recent reconstruit). Urcând spre dealul Cetății Rotunde se găsește vechea capelă pentru serviciul militarilor și turnul, acum parțial reconstruit și restaurat. Privind cu atenție în stânga scarii de piatră, este situată o ușa îngustă de salvataj, de evacuare, ca în orice castel demn de acest nume. De la ușa de la nord se intră in gradina comandantului, care conținea un turn de praf de pușcă spre vest (explodat din cauza unui fulger în 1683), clădiri de serviciu, și un rezervor pentru colectarea apei de ploaie.

### Renovarea complexului
Degradarea complexului a început din sec. al XVII-lea, când rolul său militar a fost diminuat și la sfârșitul secolului al XVIII-lea inginerul familiei Este, Giovanni Costa a fost însărcinat să efectueze o inspecție pentru o prognoză de lucrări de întreținere, dar cu sosirea imperiului napoleonian, activitățile s-au oprit; revenirea familiei Este, a reinnoit interesul pentru complex și inginerul Domenico Ferrari, a devenit responsabil de asigurarea siguranței, cu toate acestea, a rămas în desuetudine, și după unirea Italiei și tranziție sa in proprietatea statului, în 1866, a fost vândut la proprietarii privați. 
Municipalitatea din San Romano cumpărat-o în 1986 de la familia Angeloni-Bresciani cu 15 milioane de euro și în primii ani '90 a intervenit cu lucrări de întreținere pentru a preveni alte colapsuri, încredințând un mandat arhitectului Gianclaudio Papasogli Tacca pentru pregătirea unui proiect de restaurare.
Acest proiect, început în 1994, datorită intervențiilor paralele de curățarea de vegetație care au adus la lumină diverse descoperiri arheologice foarte importante, a avut ca scop să pună în aplicare o restaurare de tip conservativ efectuată în strânsă colaborare cu Soprintendenza pentru bunurile ambientale, architectonice, artistice și storice din Pisa, Lucca, Livorno, Massa Carrara și Sovintendenza de arheologie din Florența. De-a lungul anilor 1995-1998 s-au desfașurat mai multe campanii de săpături arheologice care au contribuit la cunoașterea istorică a complexului și de-a lungul anilor 1994-2000 ulterioare lucrări de restructurare. 
Analizarea stratificării a permis să se reconstituie istoria complexului și prin urmare, s-au reconstruit unele părti care lipseau pentru a oferi o imagine mai clară a istoriei sale. Activitățile de restaurare au condus la consolidarea pereților, golirea, consolidarea și recuperarea Cetății Rotunde și recuperarea Capelei mici, și în cele din urmă deschiderea pentru public. Ulterior, activitatea a continuat spre uzul complexului ca muzeu; a fost restaurată magazia și depozitul, și au fost pregătite spații muzeale.
În 2013 complexul a fost deschis publicului și a avut 5000 vizitatori.